# Хрестове дерево

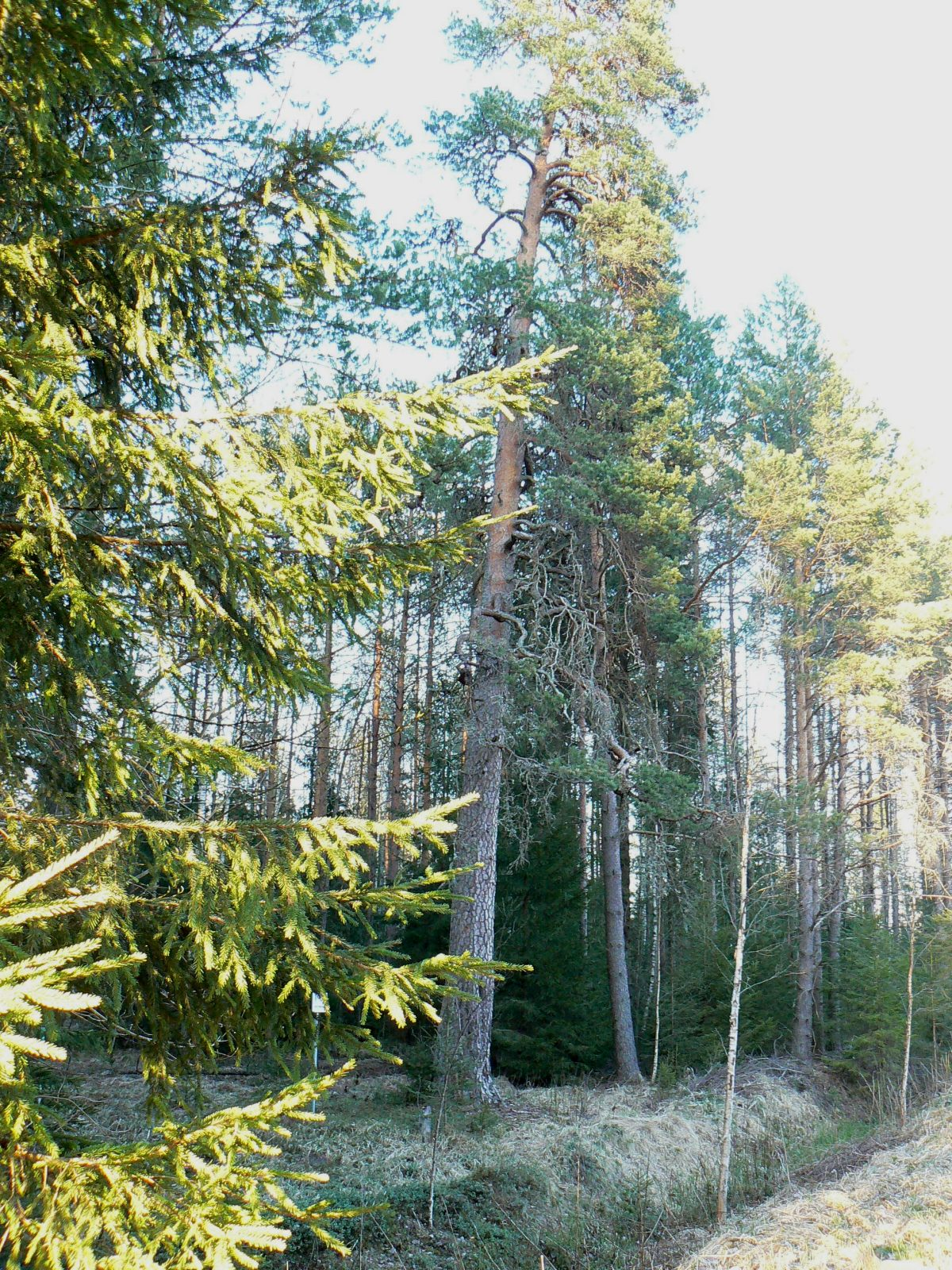
Хрестова сосна в Ія

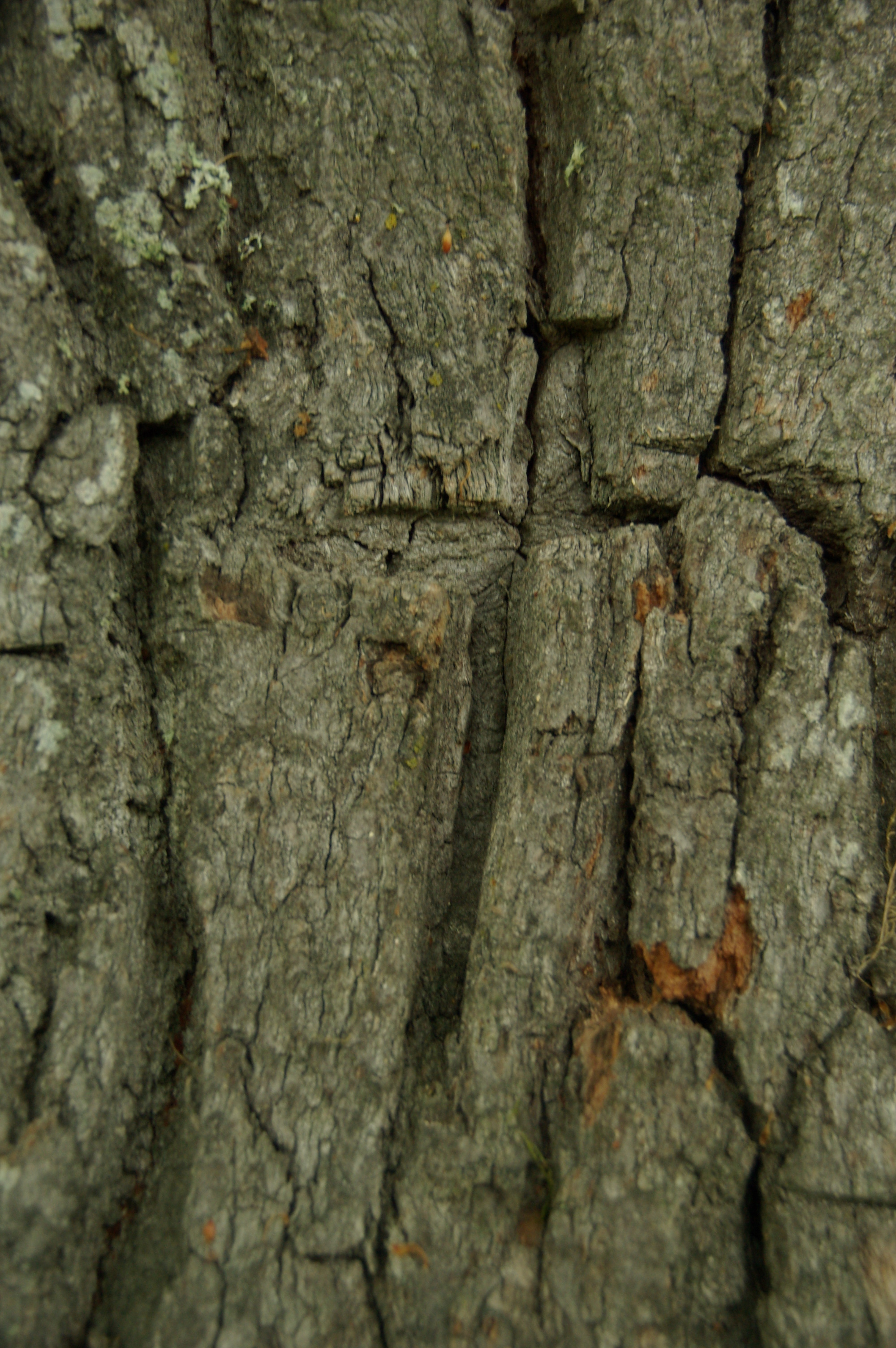
Хрест на дубі в Мустахамба

Хрестове дерево (ест. Ristipuu) — в естонській народній релігії велике дерево, на корі якого вирізаний хрест на згадку про померлого. Звичай був поширений особливо в південній Естонії, де він досі відомий у деяких місцях.
Часто, але не завжди, це є хрестова сосна (ест. ristimänd, виро ristipetäi). Купу дерев із кількома хрестовими деревами можна назвати хрестовим лісом (ест. ristimetsaks, виро ristimõts).
У західній частині острова Сааремаа замість хреста на корі дерева іноді вирізають родовий знак Ґмерк померлого.

## З історії
Дані про хрести на деревах в Естонії є ще з 17 століття. Подібні повідомлення зустрічаються на території Латвії та східній частині Фінляндії. Хрест вирізали на дереві здебільшого по дорозі на цвинтар, рідше — на зворотному шляху. При цьому відпивали ковток горілки. Кольорові нитки та стрічки також вішали на дерева з хрестами як поминальну жертву. Вважалося, що хрест не дає мертвим повернутися додому.
Народність Сету ставлять похоронні столи ест. lautsi, або спеціальні ноші для померлих (виготовлені у формі драбини), щоб гнили під хрестом. Іноді їх урочисто спалювали.